# Phaedrotoma superlativa
Phaedrotoma superlativa är en stekelart som först beskrevs av Vladimir Ivanovich Tobias 1998.  Phaedrotoma superlativa ingår i släktet Phaedrotoma och familjen bracksteklar. Inga underarter finns listade i Catalogue of Life.